# 超臨界流体部会
超臨界流体部会（ちょうりんかいりゅうたいぶかい）は社団法人化学工学会の部会の一つで、平成12年の部会制度の発足と同時に当時の超臨界流体特別研究会より発足した。
化学工学が関与する超臨界流体関連研究分野の学会代表として、当該研究分野に関する知識の交換、情報の提供などを行う場となることにより、当該研究分野の進歩普及を図り、国内外の学術の発展と産業の発展に寄与することを目的としている。